# 玉浪河
玉浪河，位于中华人民共和国青海省治多县西北部和新疆维吾尔自治区若羌县东南部羌塘高原地区的一条河流，因河源终年积雪，上游河段海拔较高，气候寒冷，河水中常伴有未融化的冰、雪，急流夹杂飞溅的浪花，晶莹如玉，故名。玉浪河发源于青海治多县西北部昆仑山脉北坡海拔6004米的巍雪山冰川区，大体自东南向西北流，经38千米后进入新疆若羌县境，最后注入鲸鱼湖。全长55千米，流域面积376平方千米，年均径流量约0.4亿立方米。